# Джалдово
Джалдо̀во (на полски: Działdowo; на немски: Soldau) е град в Североизточна Полша, Варминско-Мазурско войводство. Административен център е на Джалдовски окръг, както и на селската Джалдовска община, без да е част от нея. Самият град е обособен в самостоятелна община с площ 11,47 км2.

## География
Градът се намира в историческата област Мазурия, близо до десния бряг на река Вкра. Отстои на 68 километра южно от войводския център Олщин, на 20,9 км северозападно от град Млава, на 60 км източно от град Бродница и на 23,4 км югозападно от град Ниджица.

## История
Селището е основано в началото на XIV век от тевтонските рицари, в земята на пруското племе сасини. Градски права получава през 1344 година от великия магистър Лудолф Кьониг фон Ватцау.
В периода (1975 – 1998) е част от Чехановското войводство.

## Население
Населението на града възлиза на 21 594 души (2009). Гъстотата е 1940 души/км2.

## Личности
Родени в града:
- Кашя Станкевич, певица
- Каролина Гайевска, политик

## Градове партньори
- Окръг Херсфелд-Ротенбург, Германия
- Трускавец, Украйна